# Dolenje Lakovnice
Dolenje Lakovnice – wieś w Słowenii, w gminie miejskiej Novo mesto. W 2018 roku liczyła 73 mieszkańców. 